# Uredba Europske unije
Uredbe u pravu Europske unije imaju opću primjenu, u potpunosti su obvezujuće i izravno primjenjive u svim državama članicama Europske unije. Zajedno s direktivama, uredbe su najčešći i najbitniji
tipovi akata kojima se usklađuju nacionalna prava država članica EU. Dok uredbe u potpunosti unificiraju pravo, tj. zamjenjuju do
tada postojeće interne norme jednom, potpuno istovjetnom europskom normom, direktive ostavljaju prostora za donekle različita rješenja u različitim državama članicama.
Vrsta je pravnog akta Europske unije. Kao takvim, ostvaruju se njime ciljevi utvrđeni ugovorima EU-a. Obvezujući je zakonodavni akt koji se mora u cijelosti primjenjivati u čitavoj Europskoj uniji.